# Roland Meisl
Roland Meisl (* 9. Juli 1972 in Kuchl) ist ein österreichischer Politiker (SPÖ) und Jurist. Meisl ist seit 2006 Abgeordneter zum Salzburger Landtag.

## Leben
Meisl studierte nach der HTL für Betriebstechnik Rechtswissenschaften und ist seit 2001 Leiter der Rechtsabteilung eines Seekirchner Bauunternehmens. 
Meisl ist seit 1994 Gemeindevertreter der SPÖ in Kuchl und sammelte erste Erfahrungen in der Ortspolitik, als er das Jugendzentrum mit aufbaute. Meisl ist seit 2004 Vizebürgermeister von Kuchl und tritt bei der Gemeinderatswahl 2009 als Bürgermeisterkandidat der SPÖ an. Meisl kündigte an, im Falle seiner Wahl sein Landtagsmandat zurückzulegen. Meisl ist seit dem 13. Dezember 2006 Abgeordneter zum Landtag, er rückte für den verstorbenen Abgeordneten Martin Apeltauer nach und wurde Bereichssprecher für Gemeinden und Verwaltung.